# Hugo Wast
Gustavo Adolfo Martínez Zuviría ―también conocido por su seudónimo Hugo Wast― (Córdoba, 23 de octubre de 1883 - Buenos Aires, 28 de marzo de 1962) fue un escritor y político argentino. Alcanzó gran notoriedad en vida gracias al éxito comercial de sus novelas, de un tono costumbrista y nacionalista católico. También destacó por su acción política, especialmente a partir de la década de 1930, ejerciendo funciones públicas durante los gobiernos de la restauración conservadora, la dictadura del 43 y el peronismo.
Ferviente militante religioso y nacionalista, Martínez Zuviría se desempeñó como diputado nacional por Santa Fe (1916-1920), director de la Biblioteca Nacional (1931-1955), presidente de la Comisión Nacional de Cultura (1937-1941), interventor federal de la provincia de Catamarca (1941-1942) y ministro de Justicia e Instrucción Pública (1943-1944). Su gestión como ministro es recordada por la restauración de la enseñanza ordinaria de la religión católica en todas las escuelas del país, acabando con la consigna de educación laica imperante desde 1884.
Las simpatías de Martínez Zuviría con el franquismo, el fascismo y el nazismo, así como el marcado tono antisemita de varios de sus escritos, hicieron que su figura fuese cuestionada durante la segunda mitad del siglo XX. Tanto los círculos literarios como las nuevas dirigencias políticas buscaron distanciarse de su legado, así como también -en menor medida- del de otros escritores nacionalistas como Manuel Gálvez y Leopoldo Lugones.

## Juventud y formación
Gustavo Martínez Zuviría nació y estudió en la ciudad de Córdoba, en el seno de una rica familia de tradición militar. Recibió instrucción primaria en el Colegio Santo Tomás, bajo la dirección de la orden de los escolapios; desde su infancia mostró vocación por la literatura y publicó alguna obra juvenil en los periódicos locales, en la que mostró ya predilección por los temas del heroísmo romántico que desarrollaría más tarde.
En 1902 comenzó estudios de derecho en la Universidad de Santa Fe; mientras tanto, continuó su producción literaria, acometiendo durante las vacaciones su primera novela, Alegre, que vería la luz tres años más tarde. Escribió también teatro, poesía y ensayo, defendiendo el creacionismo del dogma católico ante la teoría de la evolución.[cita requerida]
Publicaría un volumen de versos y uno de cuentos aún antes de recibirse de abogado en 1907; su tesis de doctorado en derecho, titulada ¿Adónde nos lleva nuestro panteísmo de Estado?, sería rechazada sin embargo ese mismo año por su falta de rigor académico y su redacción «panfletaria e insolente». Comenzó a escribir artículos para el periódico conservador La Nación y la revista satírica Caras y Caretas mientras emprendía la redacción de una segunda tesis, más modesta, titulada El salario, con la que se doctoraría a fines de ese año. Mientras tanto, publicó en Madrid otro volumen de versos y su segunda novela.

## Actividad académica y política
En 1908 contrajo matrimonio con Matilde de Iriondo Iturraspe ―sobrina de los gobernadores Simón de Iriondo y José Bernardo Iturraspe― y viajaron a Europa para su luna de miel, siendo recibidos por el papa Pío X en audiencia pública para recibir la bendición a su matrimonio. A su regreso obtuvo plaza de profesor en el Colegio Nacional de Santa Fe; un año más tarde, enseñaría la asignatura de sociología, de reciente creación, en la Universidad de Santa Fe. Tuvo doce hijos.
Fascinado por la mitología escandinava, escogió para su tercera novela, Flor de durazno, el seudónimo de Hugo Wast, de neta resonancia de ese origen y anagramático de su nombre de pila en una grafía inventada ―pseudonórdica― «Ghustawo».
La novela, un intenso melodrama al gusto de la época, gozaría de gran aceptación; su adaptación al cine por Francisco Defilippis Novoa en 1917 sería también un éxito de taquilla, y marcaría el debut de Carlos Gardel en el cine.

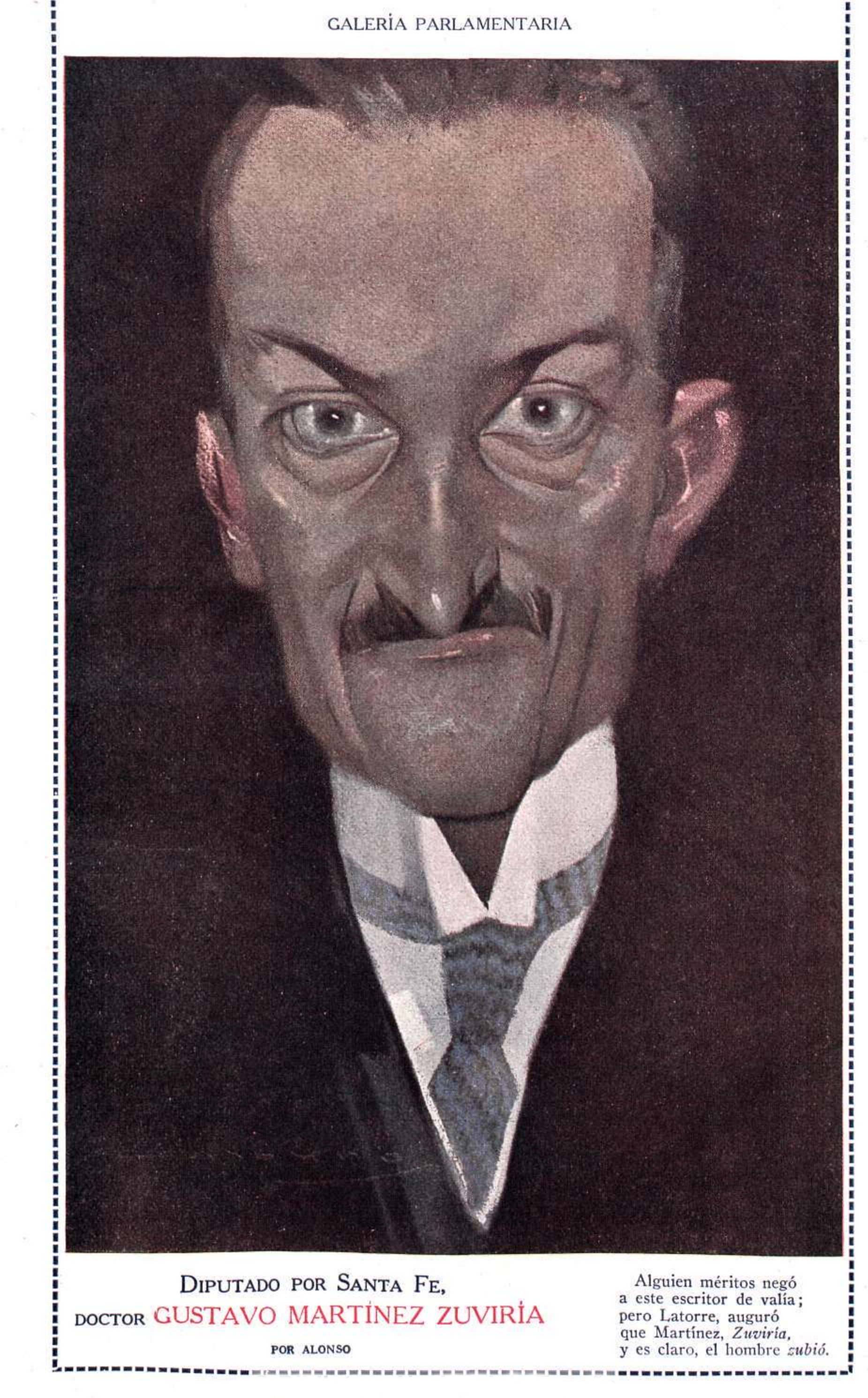
Retratado por Alonso en Caras y Caretas (1917)

Durante los años diez continuó una intensa actividad literaria y en 1914 fue uno de los fundadores del Partido Demócrata Progresista. El PDP, una inestable alianza entre tendencias socialdemócratas y conservadoras motivada por la oposición al «liderazgo personalista» de la Unión Cívica Radical de Hipólito Yrigoyen, lo postuló a la vicegobernación de la provincia de Santa Fe, en binomio con Lisandro de la Torre, aunque fueron derrotados. Dirigiría el periódico Nueva Época de Santa Fe brevemente, hasta ser elegido diputado nacional en 1916; contra la política radical publicaría «Un país mal administrado» ese mismo año, además de la novela La casa de los cuervos.
En 1918 publicó Valle Negro, novela que la Academia Española distinguió con su Premio Quinquenal, Diploma de Honor y Medalla de Oro. Miguel de Unamuno diría de la misma:

He leído Valle Negro con el ánimo suspenso y volveré a leerlo, porque el interés que me despertó es el de un dramático juego de pasiones. Esta novela puede leerse en cualquier país y podrá leerse en cualquier tiempo, cuando se sigan leyendo Carmen y Colomba, de Merimée. Su precisión y condensación la librarán de modas del gusto. Correspondiendo a esta manera de sentir y de entender la novela, es el estilo adecuado. Limpio, claro, preciso, sin contorsiones metafóricas, sin retorcimientos estilísticos a que ahora hay alguien tan aficionado.

### Desavenencias con la Democracia Progresista
Combinó la literatura y la política durante su legislatura; al no lograr la reelección, regresó a Santa Fe a ocupar su cátedra en la Universidad de Santa Fe en 1920. Poco más tarde renunciaría, junto con José Félix Uriburu, Julio Argentino Roca (hijo) y otros, al PDP (Partido Demócrata Progresista), tras hacerse evidente el predominio de los socialdemócratas en este. La Nación publicó el virulento manifiesto en el que explicaba su renuncia a la vida política. Durante esa década se dedicó casi exclusivamente a la literatura, publicando varias novelas: Los ojos vendados, El vengador, La que no perdonó, Pata de zorra, Una estrella en la ventana, Desierto de piedra (Premio Nacional de Letras y que sería traducida entre otros idiomas al inglés, francés y alemán) y varias obras de opinión en los Cursos de Cultura Católica.
En 1927 abandonó la Argentina para viajar con su esposa e hijos durante un quinquenio por Europa y Estados Unidos. En 1928, durante su estancia en España, fue designado miembro correspondiente de la Real Academia Española.

### LaDécada Infame
No volvería a la Argentina hasta después del golpe de 1930, en que el general José Félix Uriburu ―con quien compartiera su adhesión al Partido Demócrata Progresista (PDP)― depuso al presidente democrático Hipólito Yrigoyen iniciando un periodo de corrupción llamado Década Infame. En 1931 la dictadura militar nombró a Martínez Zuviría director de la Biblioteca Nacional (en Buenos Aires), cargo que desempeñó durante casi un cuarto de siglo: al asumir la Biblioteca disponía de 270 000 volúmenes, cifra que ascendía a 700 000 al renunciar Martínez Zuviría en 1955 durante el gobierno de Juan Domingo Perón. Fue uno de los miembros fundadores de la recién creada Academia Argentina de Letras. Durante esos años escribió los dos volúmenes hagiográficos de Don Bosco y su tiempo, retitulados años más tarde Las aventuras de Don Bosco. En 1933 presidió la comisión de prensa del XXXII Congreso Eucarístico Internacional realizado en Buenos Aires en 1934, y en 1935 recibió la Orden de San Gregorio Magno, otorgada por el papa Pío XI, como premio al valor religioso de su obra literaria.
Ese mismo año publicó El Kahal, novela en la cual la vida privada de los judíos está regulada en todos sus detalles por un tribunal, el Kahal, que dirige todas sus actividades e impone sanciones a quienes no obedecen sus mandatos secretos de infiltración, enriquecimiento y control de las organizaciones gentiles. Centrado en la Argentina, la novela de Martínez Zuviría postulaba sin embargo un Kahal supremo, con sede en Nueva York, que dirigiría la conjura judía mundial. La obra fue un éxito entre los crecientes círculos antisemitas y nacionalistas de Argentina; aunque la comunidad judía local recurrió a medios legales para proteger su reputación, la obra gozó de numerosas reimpresiones y aumentó la popularidad de Martínez Zuviría.
Martínez Zuviría colaboró en esa época con la revista Clarinada (revista anticomunista y antijudía) publicada por Carlos M. Silveyra, que difundía informaciones sobre una supuesta conjura mundial judeocomunista. La publicación de la revista mereció elogios en Der Stürmer (‘el atacante’) ―el órgano de prensa del nazismo en Alemania―.
En 1937 firmó también un manifiesto de apoyo a la insurrección de Francisco Franco en España, simpatizando con la «reivindicación heroica de la nacionalidad, la religión y las glorias tradicionales de su patria». La novela 666, publicada unos años más tarde, recuperaría estos temas desde una perspectiva apocalíptica, equiparando la expansión del comunismo y el sionismo con el advenimiento del Anticristo.

### Ministerio
En 1937 fue nombrado presidente de la Comisión Nacional de Cultura por el presidente Agustín Pedro Justo. En 1941, tras la intervención de la provincia de Catamarca por el gobierno federal, fue nombrado interventor de la misma. En 1943, en el convulsionado clima político tras el derrocamiento de Ramón Castillo, el dictador Pedro Pablo Ramírez lo designó Ministro de Justicia e Instrucción Pública. Una de sus primeras medidas fue instaurar la enseñanza de la religión católica optativa en todas las escuelas públicas del país mediante un decreto de la dictadura que en 1946, ya bajo el gobierno de Perón, fue convertido en ley.
El prestigio de Martínez Zuviría estaba en ese momento en su apogeo; de esta época datan la mayoría de sus colaboraciones con el cine, adaptaciones de sus novelas La que no perdonó (1938),
La casa de los cuervos (1941),
El camino de las llamas (1942) y
Valle negro (1943).
Poco más tarde el dictador Ramírez fue obligado a renunciar a la presidencia de la nación. Ante la evidencia de la derrota del Eje en la II Guerra Mundial, Clarinada dejó de publicarse en 1945.

## Últimos años

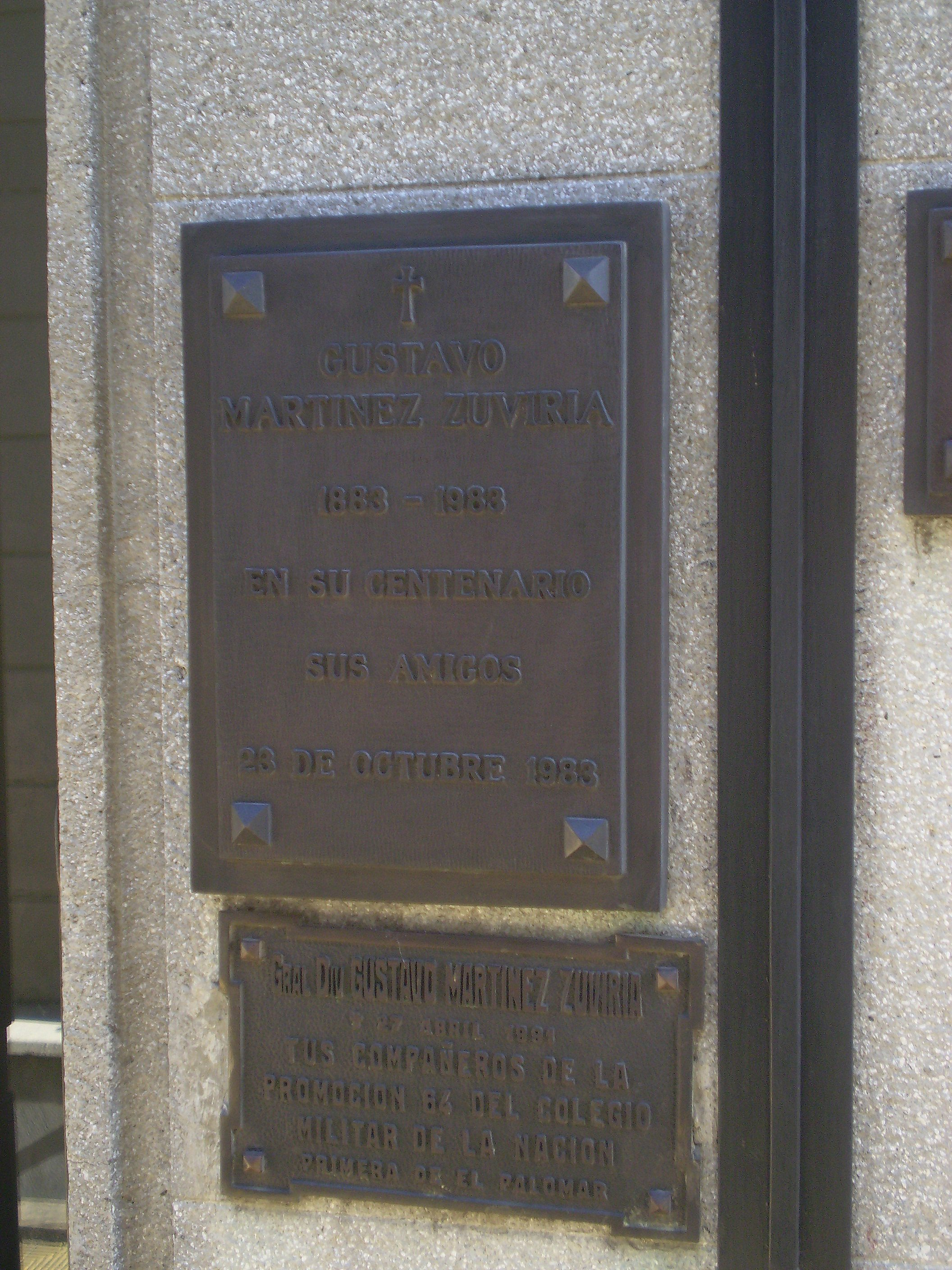
Detalle de su tumba en el cementerio de la Recoleta.

Martínez Zuviría vio con buenos ojos el gobierno de Juan Domingo Perón mientras mantuvo buenas relaciones con la Iglesia católica. Sin embargo, las medidas favorables a los judíos del gobierno de este ―que permitió por primera vez a los conscriptos judíos celebrar sus fiestas religiosas, reconoció la legitimidad del Estado de Israel y estableció relaciones diplomáticas con este, entre otras medidas― lo llevaron a alejarse, esta vez definitivamente, de la acción política.
La acomodada situación de Martínez Zuviría, que a la fortuna familiar había sumado los abultados ingresos por derechos de autor de su obra literaria y la jubilación como diputado nacional ―equivalente ―, le permitió dedicarse a escribir exclusivamente en estos últimos años, sobre todo acerca de temas religiosos. En 1954 recibió la condecoración de la Gran Cruz de Alfonso X el Sabio del gobierno franquista. Hacia fines de esa década su salud comenzó a declinar visiblemente a causa de una infección pulmonar. El 28 de marzo de 1962 falleció en su casa, y fue enterrado en el panteón familiar del cementerio de la Recoleta. Al morir se habían vendido más de tres millones de ejemplares de sus libros.

## Controversia por su figura
En 2010, el INADI propuso cambiar el nombre de una calle de la ciudad de Córdoba que lleva su nombre (en el barrio Cerro de las Rosas). La propuesta consistía en sustituirlo por el nombre de una de las representantes de Abuelas de Plaza de Mayo, Sonia Torres, pero no prosperó. Entre los argumentos esgrimidos por el INADI se subrayaba el presunto carácter antisemita de algunas de las obras de Wast, especialmente del libro 666. En 2021 se reflotó la idea con la iniciativa del concejal radical Alfredo Sapp, sin embargo, no obtuvo el consenso de los vecinos por las complicaciones operativas que los obligaría a cambiar su domicilio, lo que llevó al rechazo en agosto de 2023 por parte del peronismo cordobés. Esta decisión fue criticada por al organización judía Centro Simón Wiesenthal Latinoamérica.
En un pueblo de Córdoba llamado San Carlos Minas, se cambió el nombre de una calle por la de Eva Perón en el año 2010.

## Obras
- 1905: Alegre.
- 1907: Novia de vacaciones.
- 1911: Flor de durazno.
- 1914: Fuente sellada.
- 1916: La casa de los cuervos.
- 1918: Valle negro
- 1919: Ciudad turbulenta, ciudad alegre.
- 1920: La corbata celeste.
- 1921: Los ojos vendados.
- 1922: El vengador.
- 1923: La que no perdonó.
- 1924: Pata de zorra.
- 1924: Una estrella en la ventana.
- 1925: Desierto de piedra.
- 1926: Las espigas de Ruth.
- 1926: Myriam la conspiradora.
- 1926: El jinete de fuego.
- 1927: Tierra de jaguares.
- 1927: Sangre en el umbral.
- 1929: Lucía Miranda.
- 1930: 15 días sacristán.
- 1930: El camino de las llamas.
- 1931: Vocación de escritor.
- 1931: Don Bosco bajo Pío IX.
- 1931: Don Bosco bajo Carlos Alberto.
- 1935: El Kahal.
- 1935: Oro.
- 1936: Naves, Oro, Sueños.
- 1941: El sexto sello.
- 1942: Juana Tabor.
- 1942: 666.
- 1944: Esperar contra toda esperanza.
- 1945: Lo que Dios ha unido.
- 1948: Aventuras del padre Vespignani.
- 1952: Morir con las botas puestas.
- 1955: Estrella de la tarde.
- 1955: ¿Le tiraría usted la primera piedra.
- 1960: Año X.
- 1961: Autobiografía del hijito que no nació (póstuma).